# Nolan Quinn
Nolan Quinn (* 1986 in Lugano) ist ein  Schweizer Jazztrompeter, Komponist und Musikproduzent.

## Leben und Wirken
Quinn begann im Alter von neun Jahren Trompete zu spielen, setzte sein klassisches Studium fort und erlangte 2014 den Master of Arts in Music Performance Jazz in Bern. Seitdem spielte  er mehr als fünfhundert Live-Auftritte für die unterschiedlichsten Produktionen und Live-Übertragungen im Fernsehen und Radio und tourte durch ganz Europa und die Vereinigten Staaten von Amerika.
Seine Konzerttätigkeit führte dazu, dass er die Bühne mit vielen der weltbesten, international anerkannten Instrumentalisten und Sängern teilte, wie beispielsweise  Paul Anka, DJ Bobo, Tony Momrelle, Frank Dellé, Rick Margitza, Lutz Häfner, Olivier Ker Ourio und viele andere. In der Schweiz arbeitete er viele Jahre mit dem Swiss Jazz Orchestra, der Swiss Army Big Band und als erste Trompete in Musicalproduktionen am Theater St. Gallen und für die Thunerseespiele.
Gleichzeitig ging Quinn einer regen Kompositionsarbeit für sein eigenes Jazzquartett und Jazzquintett nach und veröffentlichte die drei Alben «Dreaming of a Place Unseen» (2014),«Soothin’» (2017) und «Dusty West» (2019). Zwei dieser Aufnahmen entstanden in Zusammenarbeit mit Radiotelevisione Svizzera (RSI Rete Due) und sind auch auf Radio Swiss Jazz zu hören. Zu diesem Zweck gründete er 2017 das Plattenlabel Rhinoceros Jazz Records.
Vermehrt wurden Quinns musikalischen Produktionen durch die Schweizer Kulturstiftung und die Kulturfonds der Republik und Kanton Tessin, des Kantons Bern, der Stadt Bern und der Stadt Luzern unterstützt. Als Musikautor hat er über 50 Kompositionen bei SUISA (Schweiz) registriert, die von Kammermusik bis zu elektronischer Musik reichen.
Mit seinen Bands durfte Quinn am Festival Label Suisse (2018), am Wettbewerb um den ZKB Jazzpreis (2006 und 2015) und am zweijährlichen Festival Suisse Diagonales Jazz (2007 und 2019) teilnehmen.

## Preise und Auszeichnungen
2022 wurde Quinn mit dem Swiss Jazz Award ausgezeichnet. 2012 gewann er den Förderpreis der Friedl Wald Stiftung.

## Diskografie
- Dusty West – Nolan Quinn Sextet (Rhinoceros Jazz Records, Koproduktion RSI Rete Due, Dezember 2019)[6]
- Soothin’ – Nolan Quinn Quartet (Rhinoceros Jazz Records, Juni 2017)[7]
- Dreaming of a Place Unseen – Nolan Quinn Quintet (Unit Records, Koproduktion RSI Rete Due, Juni 2014)[8]